# بک (رمان)
بک (به انگلیسی: Bec) چهارمین کتاب از مجموعه دیموناتا نوشته‌ی نویسنده ایرلندی دارن شان است. داستان بک حدود ۱۶۰۰ سال قبل از کتاب های پیشین روایت می‌شود، به همین دلیل تاریخی‌ترین کتاب است و در ایرلند رخ می‌دهد. کتاب بک برای اولین بار ما را با شخصیت بک آشنا می‌کند و نوعی پیش زمینه برای کتاب بعدی خود (دیو همخون) است.

## داستان
بک (یگانه کوچک) دختری است که در یک قلعه باستانی زندگی می‌کند. او دستیار یک کاهنه به نام بانبا است که به او فنون جادوگری را می‌آموزد. بعد از مرگ بانبا، بک به تنها فرد جادویی قلعه تبدیل می‌شود. همه چیز به خوبی پیش می‌رود تا اینکه شیاطین از راه می‌رسند. 
موجودات شیطانی در کل ایرلند پراکنده شده و باعث ناامنی و کشتار مردم بی دفاع می‌شوند. یکی از معدود مکان‌هایی که بدست شیاطین از بین نمی‌رود قلعه بک است که کن، بر آن حکمرانی می‌کند. مدتی بعد از هجوم شیاطین، یک پسر عقب مانده و عجیب و غریب با سرعت به قلعه می‌آید و شاه حدس می‌زند که مردمی در خطرند و به همین دلیل این پسر را برای کمک به اینجا فرستاده‌اند. کن برای کمک به آن قبیله چند نفر از بهترین جنگجویان خود شامل: گل، رونان، لرکان، فیاچنا، کنلا، ارنا و بک را به همراه آن پسر راهی می‌کند. آنها پس از طی کردن مسیر به یک قلعه می‌رسند که یک کاهن پرقدرت به نام دراست در آنجا انتظارشان را می‌کشد. دراست به آنها اطلاع می‌دهد که تونلی در نقطه‌ای نامعلوم باز شده و به زودی شیاطین قدرتمند از آن عبور کرده و کل جهان را تسخیر می‌کنند. جنگجویان به دراست قول می‌دهند که به او کمک کنند تا بتواند تونل را مسدود کند. آنها همچنین با آن پسر عجیب که برن نام دارد بیشتر آشنا می‌شوند. گروه آنها به سمت سواحل غربی حرکت می‌کند تا دراست بتواند با موجودات کهن ملاقات کرده و از آنها کمک بگیرد. در راه رفتن به آنجا آنها با لرد لاس نیز مواجه می‌شوند که بخشی از قدرت خود را داخل بدن بک به ودیعه می‌گذارد. بک در طول سفر به غرب با خانواده‌ی واقعی خود یعنی مک‌گریگور‌ها نیز روبرو شده و گذشته‌ی خونین خاندان خود را می‌فهمد. نیاکان او با فاموری‌ها وصلت کردند و به همین دلیل خون آنها مسموم است و بعضی از آنها در هنگام کامل شدن ماه به هیولا تبدیل می‌شوند. (لازم به ذکر است که گروبز گریدی و بک هر دو از مک گریگور ها هستند)
در راه رفتن به غرب، ارنا و رونان و فیاچنا کشته می‌شوند و دراست بعد از گفتگو با موجودات کهن و فهمیدن مکان تونل به شرق می‌رود تا جلوی هجوم اربابان شیطانی را بگیرد. وقتی آنها مکان تونل را داخل یک غار پیدا می‌کنند وارد آنجا می‌شوند، کنلا خیانت کرده و باعث مرگ گل و لرکان می‌شود ولی خودش هم بدست بک می‌میرد. آنها با برود برادر دراست نیز رودررو می‌شوند که به هم نوعان خیانت کرده و تونل را باز کرده تا شیاطین از آن عبور کنند.
دراست و بک داخل تونل می‌روند و سعی می‌کنند با باطل کردن طلسم و مسدود کردن تونل جلوی ورود شیاطین را بگیرند ولی چون این کار با مرگ بک انجام می‌پذیرد، برن دراست را زخمی می‌کند و بک مجبور می‌شود به جای خودش دراست را قربانی کند. با قربانی شدن دراست تونل تمام موجودات شیطانی را به درون خود می‌کشد. برن و بک جسد دراست را رها کرده و سعی می‌کنند خود را به سمت خروجی تونل بکشانند ولی در این بین یکی از نوچه‌های لرد لاس به نام وین بک را می‌گیرد و برن با جادوی بک به بیرون تونل می‌رود و نجات پیدا می‌کند، ولی بک داخل تونل گیر می‌افتد و لرد لاس به او نزدیک می‌شود.
بک هیچ شانسی در برابر لرد لاس ندارد ولی لرد لاس اعتراف می‌کند که خودش باعث شکست شیاطین شده تا نسل انسان‌ها را نجات دهد چون او برای بقا به درد و رنج انسان‌ها وابسته است. در نهایت نوچه‌های لرد لاس به بک حمله می‌کنند و او را می‌کشند.

## نکات
رمان بک در قرن پنجم میلادی در ایرلند رخ می‌دهد زمانی که مسیحیان به تازگی وارد بریتانیا و ایرلند شده بودند، به همین دلیل در داستان اشاراتی به آنها می‌شود و اینکه کاهنان آنها را دشمنان خود می‌بینند. 